# Mokugyo
Il Muyu (Cinese tradizionale: 木魚 mùyú, Giapponese kanji, mokugyo ; Tibetano: ཤིང་ཉ།; che si traduce in "pesce di legno") è uno strumento a percussione in legno usato da monaci e laici nella tradizione buddista Mahayana. È spesso usato nei rituali che di solito comportano la recitazione di sutra, mantra e preghiere al Buddha. Il Muyu è utilizzato principalmente dai buddisti in Cina e altri paesi dell'Asia orientale dove è diffusa la pratica del Mahayana. Nella maggior parte delle tradizioni zen di Chán è usato per cantare il nome di Amitabha. Anche il clero Muyu è il prodotto della fusione del taoismo cinese e del buddismo.

## Mitologia
Molte leggende descrivono l’origine del pesce. Si dice che un monaco andò in India per acquisire i sutra. Durante il viaggio trovò la strada bloccata da un fiume in piena. Un grande pesce si offrì di traghettarlo, ma volendo espiare per un reato commesso quando era un essere umano, gli chiese di intercedere presso il Buddha per diventare un Bodhisattva. Il monaco, dopo diciassette anni di ricerca, ottenne le Scritture e riprese la via del ritorno, e quando arrivò al fiume lo trovò di nuovo straripante. E il pesce tornò ad aiutarlo. Ma il monaco aveva dimenticato la promessa e il pesce furioso lo abbandonò nel fiume. Fu salvato da un pescatore, ma il sutra era stato rovinato dall’acqua. In collera, fece una effigie in legno di una testa di pesce e la percosse con un martello di legno. Ogni volta che batteva, il pesce vomitava un carattere e in  pochi anni recuperò ciò che aveva perso nel fiume.

## Descrizione
Lo strumento tradizionale Mokugyo è scolpito nel legno simile all'albero di canfora, di forma arrotondata, è ricoperto da una cresta che dà un vero suono cavernoso. Il tono di varia a seconda delle dimensioni, del tipo di legno utilizzato e della profondità del suo legno. La parte superiore dello strumento è scolpita con squame e il manico è inciso con due teste di pesce che abbracciano una perla che simboleggia l'unità. Questo è il motivo per cui lo strumento è chiamato pesce di legno. Nel buddismo il pesce simboleggia la vigilanza, perché non dorme mai. Di conseguenza, è importante ricordare ai monaci di concentrarsi sul loro sutra. Spesso, la mazza usata per colpire il pesce ha una punta rivestita di gomma destinata a dare un suono ovattato, ma che rimane chiaro.

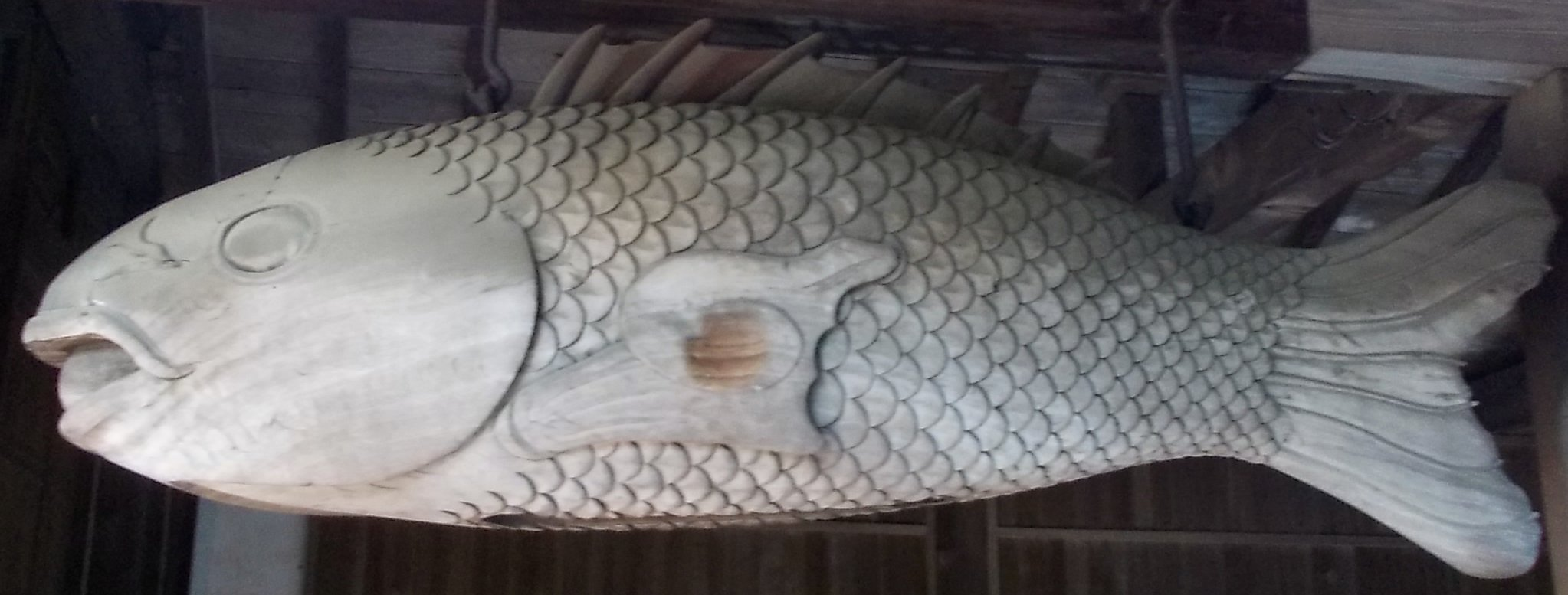
Tipo originale

Il Mokugyo è disponibile in molte forme e dimensioni che vanno da 15 centimetri per l'uso laico a 1,2 metri per i sacerdoti del tempio. Nei templi cinesi il Mokugyo è spesso posto a sinistra dell'altare, vicino a una coppa a forma di campana, che ne fa il suo ciondolo in metallo a percussione. Lo strumento viene posto su un piccolo cuscino ricamato in modo che non si danneggi, quando viene utilizzato, inoltre questa particolare attenzione mira ad evitare i fastidiosi rumori delle percussioni.

## Uso

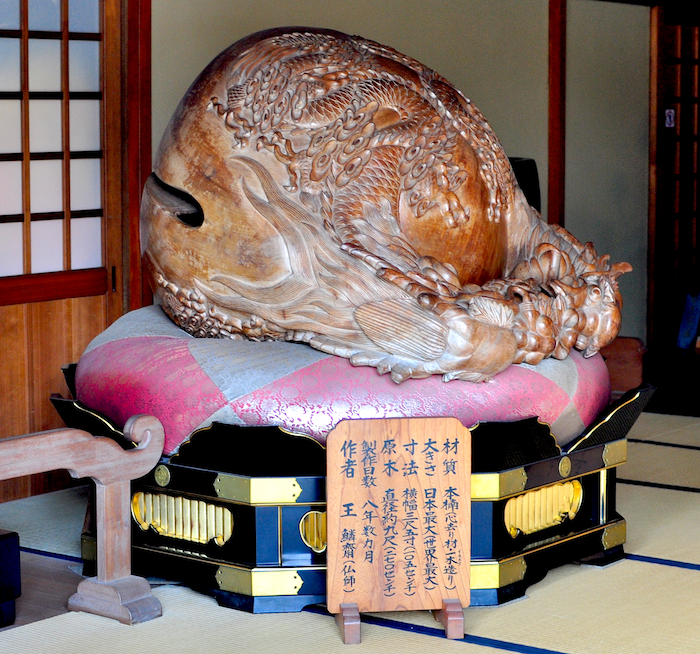
Uno dei più grandi pesci di legno del mondo, situato a Hasedera a Kamakura, in Giappone

Il Mokugyo è spesso usato per riti di morte e resurrezione. Durante il funerale, le persone possono camminare in processione suonando il pesce di legno a un ritmo lento e uniforme. Altri scopi possono includere preghiere per la pioggia. Nel confucianesimo, il pesce di legno viene colpito a intervalli specifici per indicare alcune fasi delle cerimonie del tempio. Nel buddismo, viene colpito quando si canta il nome di Buddha. Il pesce di legno simboleggia l'attenzione risvegliata. Può anche simboleggiare ricchezza e abbondanza.